# Sør-Varanger
Sør-Varanger (nordsamisch Mátta-Várjjaga, kvenisch Etelä-Varankin) ist eine Kommune im norwegischen Fylke Finnmark. Die Kommune grenzt an Finnland sowie Russland und hat 9963 Einwohner (Stand: 1. Januar 2025). Verwaltungssitz ist die Stadt Kirkenes, die nordöstlicher Endpunkt der Hurtigruten und der Europastraße 6 ist.

## Geografie

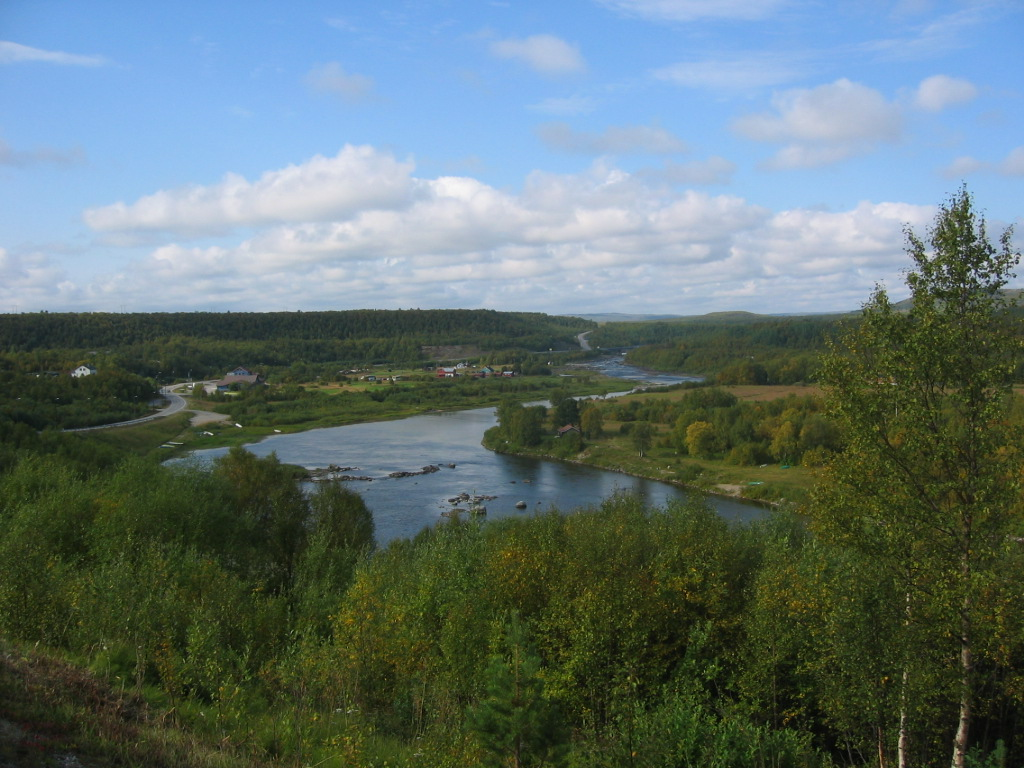
Neiden und der Fluss Neidenelva

Sør-Varanger liegt auf der Varangerhalbinsel (Varangerhalvøya) im äußerten Nordosten Norwegens. Die Kommune erstreckt sich entlang der Barentssee-Küste der östlichen Finnmark und deren Innenland. Im Südwesten grenzt Sør-Varanger an die finnische Gemeinde Inari und im Osten an Russland. Sør-Varanger ist die einzige Kommune Norwegens, die an Russland grenzt. Auf russischer Seite der Grenze liegt die Oblast Murmansk. Grenzflüsse zu Russland sind die Pasvikelva und die Jakobselva. Die norwegisch-russische Grenze ist rund 198 km lang. Das Dreiländereck zwischen Norwegen, Finnland und Russland wird durch die Treriksrøysa Krokfjellet markiert. Auf norwegischer Seite grenzt Sør-Varanger im Nordwesten an die Kommune Nesseby. Des Weiteren verlaufen im Varangerfjord im Norden von Sør-Varanger Grenzen zu den Kommunen Vadsø und Vardø.
Von Norden aus schneiden sich mehrere Seitenarme des Varangerfjords in die Kommune ein. Zu diesen Seitenarmen gehören unter anderem der Bugøyfjord, der Neidenfjord, der Kjøfjord und der Bøkfjord. In dieser Fjordlandschaft liegt die Insel Skogerøya mit einer Fläche von rund 126 km². In den Neidenfjord mündet bei der Ortschaft Neiden der Fluss Neidenelva, der zu den besten Lachsflüssen der Region zählt.
Das Tal Pasvikdalen stellt den südlichen Bereich der Kommune dar. Der obere Talbereich geht in den Øvre-Pasvik-Nationalpark ein. Im Norden der Kommune wird das tiefergelegene Gebiet von Hügeln mit bis zu 500 moh. unterbrochen. Die Erhebung Báhttervárri stellt mit einer Höhe von 497,08 moh. den höchsten Punkt der Kommune Sør-Varanger dar. Vielerorts liegen Moorgebiete vor.
Sør-Varanger ist flächenmäßig die neuntgrößte Kommune Norwegens. Die Gesamtfläche beträgt 3.971,42 km², wobei Binnengewässer zusammen 512,58 km² ausmachen.

## Einwohner
Der Großteil der Einwohner lebt in den Orten Kirkenes, Bjørnevatn und Hesseng. Die drei Orte liegen in der Nähe des Bergbaugebiets Bjørnevatn. In der Gemeinde liegen mehrere sogenannte Tettsteder, also mehrere Ansiedlungen, die für statistische Zwecke als eine städtische Siedlung gewertet werden. Diese sind Hesseng mit 1647, Bjørnevatn mit 2574, Kirkenes mit 3535 und Skytterhusfjellet mit 305 Einwohnern (Stand: 1. Januar 2024). Weitere Orte sind unter anderem Neiden und Svanvik. In Neiden leben viele Samen und der Ort ist Zentrum der skoltsamischen Kultur in Norwegen. Die skoltsamische Siedlung Skoltebyen steht heute unter Schutz.
Die Einwohner Varangers werden Varangværing genannt. Offizielle Schriftsprache ist wie in vielen Kommunen in Finnmark Bokmål, also die weiter verbreitete der beiden norwegischen Sprachformen.
| Jahr          | 1986 | 1990 | 1995 | 2000 | 2005 | 2010 | 2015   | 2020   | 2025 |
| ------------- | ---- | ---- | ---- | ---- | ---- | ---- | ------ | ------ | ---- |
| Einwohnerzahl | 9853 | 9641 | 9913 | 9532 | 9463 | 9738 | 10.221 | 10.158 | 9963 |

## Geschichte und Kultur

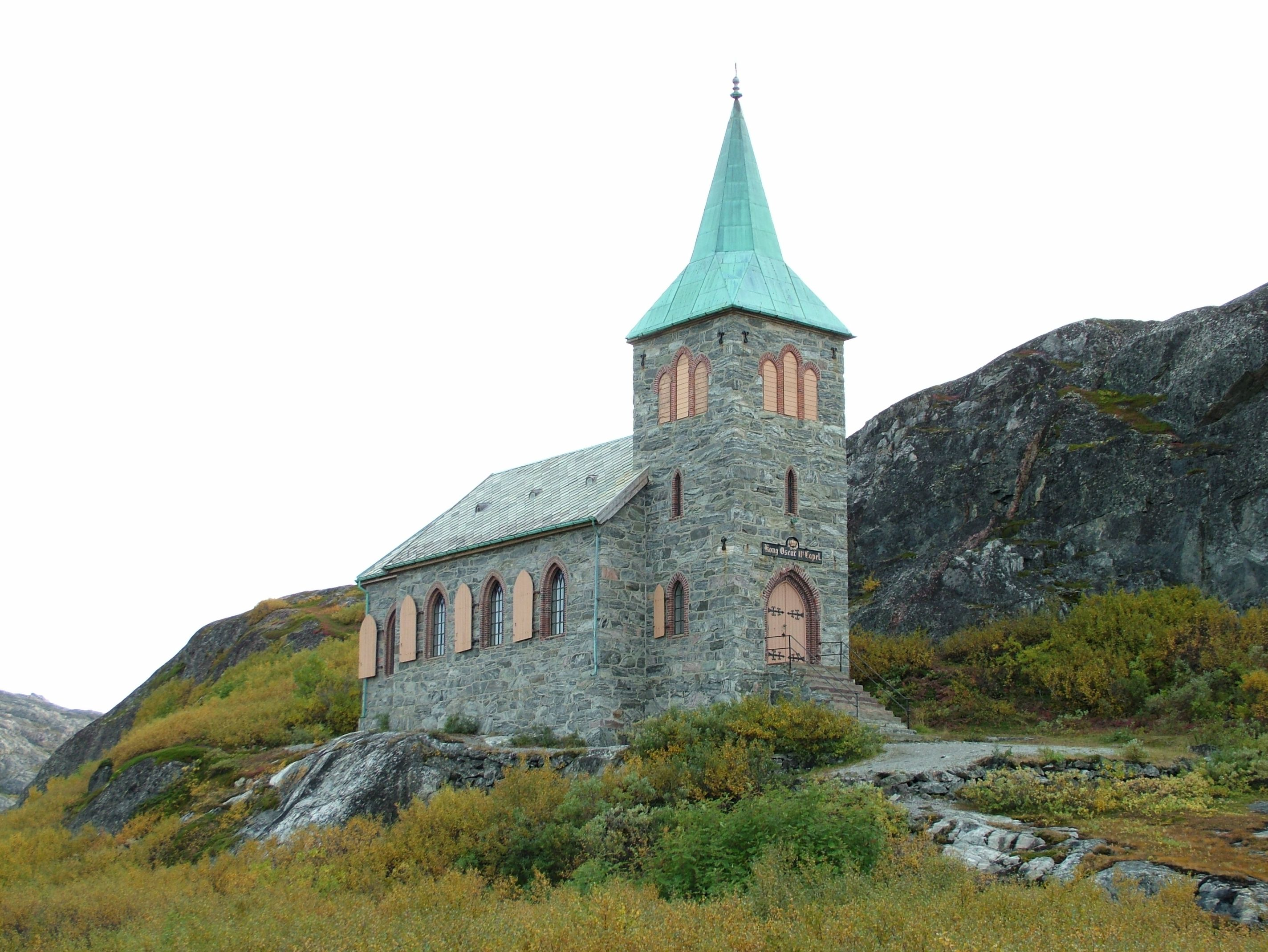
Die König-Oskar-II.-Kapelle

Die Kommune Sør-Varanger entstand im Jahr 1858, als sie mit damals 1171 Einwohnern von Vadsø abgespalten wurde. Vadsø verblieb im Zuge dessen mit 1344 Einwohnern. Ab Januar 2020 gehörte Sør-Varanger dem Fylke Troms og Finnmark an, bevor dieses zum Ende des Jahres 2023 wieder aufgelöst wurde.
In der Kommune gibt es Funde früherer samischer Kultur. Kirkenes und andere Siedlungen der Kommune wurden während des Zweiten Weltkriegs fast vollständig durch die deutschen Besatzer zerstört. Viele Bewohner wurden aus der Region evakuiert oder versteckten sich in den Tunneln des Bergbaugebiets Bjørnevatn. In den Gruben sollen rund 1000 bis 3500 Personen gelebt haben. Im Oktober 1944 war Sør-Varanger das erste Gebiet Norwegens, das durch die Rote Armee von den deutschen Truppen befreit wurde. Heute erinnern mehrere Denkmäler an die Befreiung. In den 1990er-Jahren entwickelte sich eine verstärkte wirtschaftliche Zusammenarbeit mit Russland. Im Jahr 2012 trat eine Regelung in Kraft, die es den Bewohnern der russisch-norwegischen Grenzregion erlaubte, mit einem Nachweis über den Wohnsitz in das jeweils auf der anderen Grenzseite gelegene Grenzgebiet einzureisen. Anwendbar wurde die Regelung für Einwohner von Orten in bis zu 30 Kilometer Entfernung von der Grenze.
In Sør-Varanger liegen mehrere Kirchen. Die Kirkenes kirke ist eine Kirche aus dem Jahr 1959. Die vorherige Hauptkirche von Kirkenes war zuvor im Jahr 1944 bei einem Bombenangriff zerstört worden. Die Svanvik kirke ist eine Holzkapelle aus dem Jahr 1934. Sie hat einen kreuzförmigen Grundriss und wurde 1944 durch Granaten beschädigt. Ebenfalls einen kreuzförmigen Grundriss hat die Neiden kapell. Der von Stabkirchen inspirierte Bau wurde im Jahr 1902 fertiggestellt. Aus dem Jahr 1869 stammt die König-Oskar-II.-Kapelle (Kong Oscar IIs kapell). Die an einer Klippe nahe der Grenze zu Russland gelegene Kapelle wurde zeitweise als Leuchtfeuer genutzt. In der Skoltebyen in Neiden liegt die St. Georgs kapell, die einzige russisch-orthodoxe Kapelle Norwegens. Sie soll im 16. Jahrhundert errichtet worden sein.
In Svanvik liegt das Sør-Varanger Museum. In Kirkenes befindet sich das Kunstmuseum Saviomuseet. Es wurde 1994 eröffnet und ist nach dem Künstler John Andreas Savio benannt.

## Wirtschaft und Infrastruktur

### Verkehr

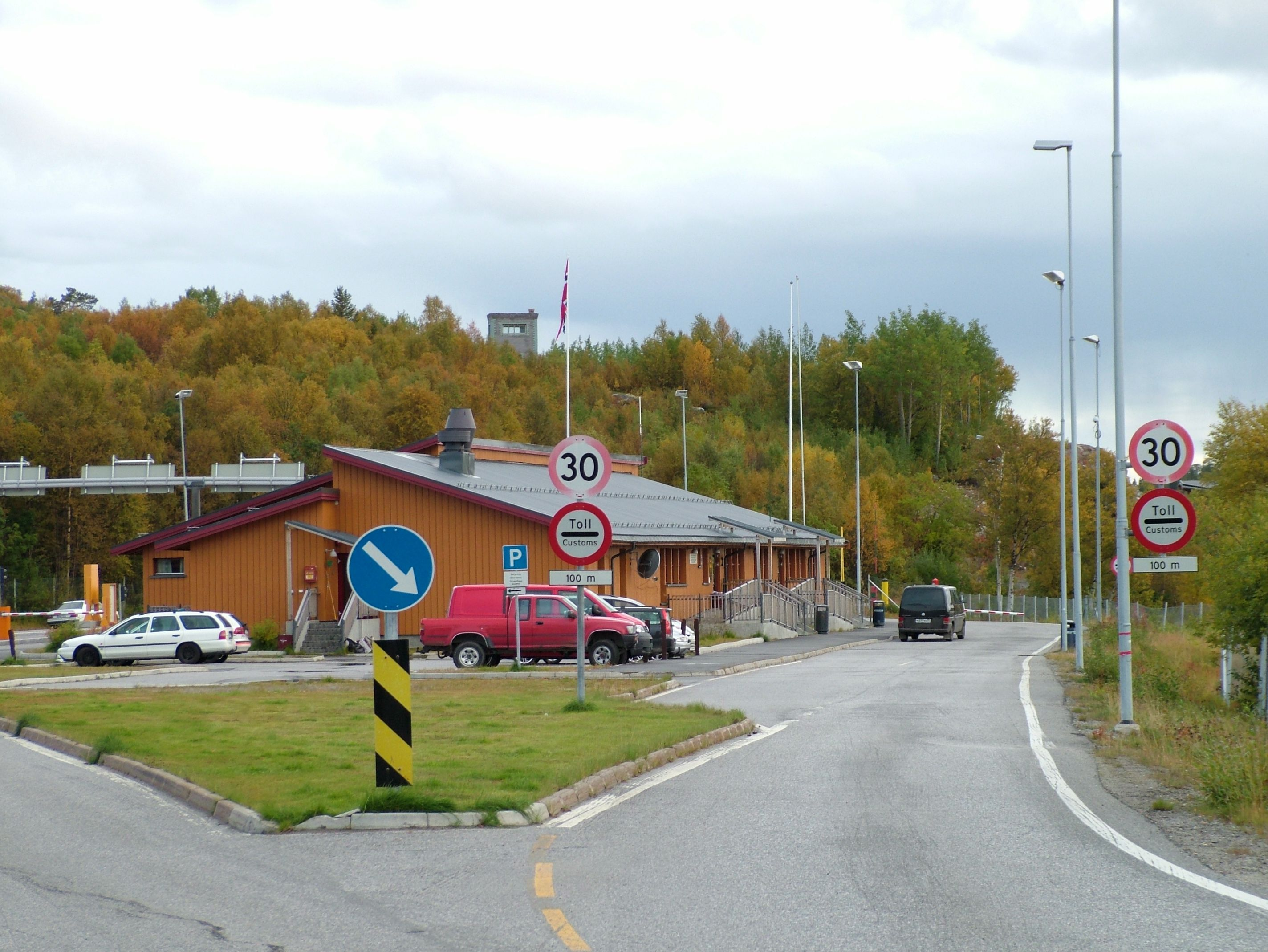
Grenzübergang Storskog

Aus dem Westen führt die Europastraße 6 (E6) in die Kommune. Bei Neiden zweigt der Riksvei 92 von der E6 in den Südwesten ab. Der Riksvei führt an die finnische Grenze. Endpunkt der E6, die in Norwegen von Südost- bis Nordostnorwegen durch das gesamte Land führt, ist die Stadt Kirkenes. Etwas südlich von Kirkenes mündet bei Hesseng die aus dem russischen Osten kommende Europastraße 105 (E105) in die E6. Der Grenzübergang zu Russland liegt im Ort Storskog. In das Tal Pasvikdalen führt von Hesseng aus der Fylkesvei 8850. In den Nordosten der Gemeinde führt von Kirkenes der Fylkesvei 8860. Westlich von Kirkenes liegt der Flughafen Kirkenes. Der Hafen von Kirkenes ist Anlaufstelle der Schiffslinie Hurtigruten. Kirkenes ist der End- und Wendepunkt der Route.
Zwischen Kirkenes und Bjørnevatn verläuft die Bahnstrecke Kirkenes–Bjørnevatn. Die Bahnstrecke ist nicht an das restliche norwegische Schienennetz angebunden und verbindet den Hafen von Kirkenes mit dem Bergwerk in Bjørnevatn.

### Wirtschaft
Im Bereich der Landwirtschaft ist die Rinderhaltung typisch. Im Tal Pasvikdalen ist auch die Forstwirtschaft vertreten. Fischerei wird größtenteils in Kombination mit anderen Erwerbsformen betrieben. Vor allem in der Umgebung von Kirkenes ist die Industrie sowie der Dienstleistungssektor von größerer Bedeutung. Unter anderem werden in der Stadt Schiffe repariert. Von 1906 bis 1996 wurde bei Bjørnevatn Bergbau betrieben. Im Jahr 2009 begann A/S Sydvaranger erneut mit dem Bergbau in der Region. In Kirkenes ist die Zeitung Sør-Varanger Avis ansässig. Vor allem durch Passagiere der Hurtigruten gewann der Tourismus für Kirkenes mit der Zeit an Bedeutung. In der Kommune befinden sich mehrere Wasserkraftwerke. Das Kraftwerk Skogfoss wurde 1964 in Betrieb genommen und hatte zwischen 1981 und 2010 eine mittlere Jahresproduktion von rund 289 GWh. Am Kraftwerk wird eine Fallhöhe von knapp 20 Metern ausgenutzt. Die Fallhöhe beim Kraftwerk Melkefoss beträgt rund 10 Meter. Das Werk wurde 1978 in Betrieb genommen und hatte in den Jahren 1981 und 2010 eine mittlere Jahresproduktion von zirka 141 GWh. Im Jahr 2021 arbeiteten von etwa 5260 Arbeitstätigen knapp 4700 in Sør-Varanger selbst, über 100 Personen waren in Tromsø berufstätig. Jeweils über 50 Personen pendelten in die Kommunen Vadsø und Tana.

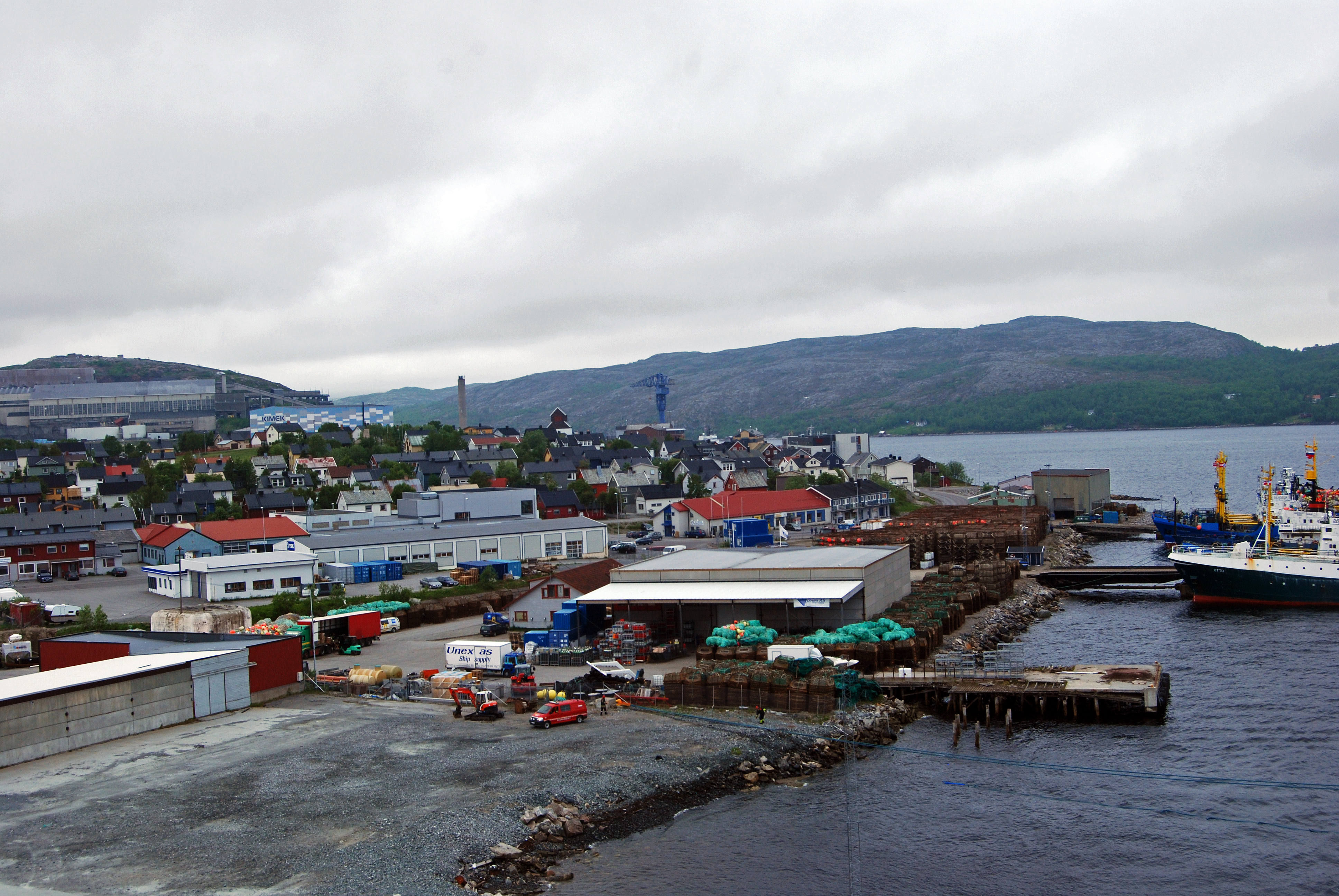
Der Hafen von Kirkenes
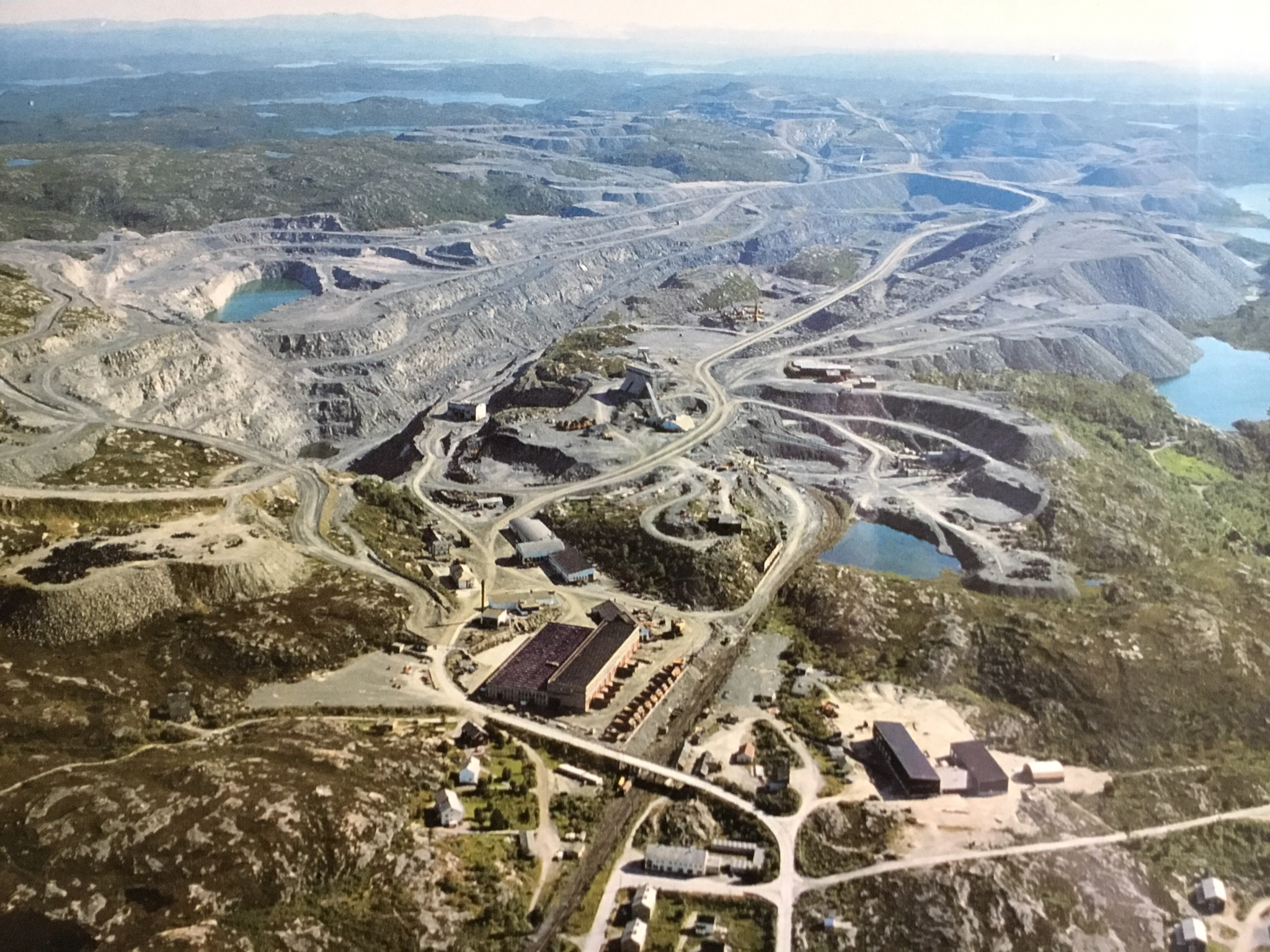
Abbaugebiet Bjørnevatn

## Name und Wappen
Die Beschreibung des seit 1982 offiziellen Wappens lautet: In Gold und Rot mit rechtsschräger großer Flammenteilung. Der Gemeindename bedeutet im Deutschen „Süd-Varanger“. Varanger war ursprünglich ein Fjordname und ging dann auf die Halbinsel über. Im Quellen aus dem Jahr 1567 taucht der Name als Verannger auf. Der Name setzt sich aus „ver“ (deutsch Fischerdorf) und angr (deutsch Bucht oder Fjord) zusammen.

## Persönlichkeiten
- Annemarie Lorentzen (1921–2008), Politikerin und Diplomatin
- Bendik Rugaas (1942–2025), Bibliothekar und Politiker
- Per Oskar Kjølaas (* 1948), Bischof
- Vegard Ulvang (* 1963), Skilangläufer
- Morten A. Strøksnes (* 1965), Journalist, Fotograf und Schriftsteller
- Runar Sjåstad (* 1968), Politiker
- Helga Pedersen (* 1973), Politikerin
- Silje Karine Muotka (* 1975), samische Politikerin
- John Kristian Dahl (* 1981), Skilangläufer
- Ørjan Nilsen (* 1982), DJ und Musikproduzent
- Kari Elisabeth Kaski (* 1987), Politikerin